# Саннивейл (Калифорния)
Са́ннивейл (англ. Sunnyvale) — город в округе Санта-Клара штата Калифорния, США. Это один из крупнейших городов Кремниевой долины.
Саннивейл является одним из немногих городов Соединённых Штатов, которые имеют отдел единой системы публичной безопасности, где весь персонал проходит обучение как пожарные, офицеры полиции и медработники одновременно, таким образом они могут участвовать в ликвидации любых чрезвычайных ситуаций.
Саннивейл занимает 18-е место в рейтинге безопасных городов США (2005).

## География
Географические координаты Саннивейл: 37°22′7.56″ с. ш. и 122°2′13.4″ з. д.
Саннивейл граничит с заливом Сан-Франциско с севера, с городом Маунтин-Вью на западе, с городами Санта-Клара и Сан-Хосе на востоке и с городом Купертино с юга.
Южная часть Саннивейла, районы граничащие с городами Купертино и Лос-Альтос, а также южная часть Фримонт Авеню (Fremont Avenue), обычно считаются лучшей и наиболее дорогой (в отношении цен на недвижимость) частью города.
Согласно земельному кадастру США город занимает площадь 58,6 км² из которых 55,8 км² составляет земля и 1,8 км² (3,05 %) водная поверхность.
Город расположен на высоте 39 м над уровнем моря.

## Климат
4 мая 1998 года Саннивейл во время сильной грозы попал под воздействие нетипичного торнадо категории F2, который причинил значительные разрушения, ущерб от которых составил около 4 млн долларов. Торнадо очень редко наблюдаются в районе залива Сан-Франциско, и что особенно странно, этот торнадо имел антициклонное вращение.

## История
Когда испанцы впервые прибыли в долину Санта-Клара в 1770 году эти земли были довольно плотно заселены индейскими племенами олони (англ. Ohlone). В 1777 году силами индейцев олони обращенных в христианство здесь была основана Миссия Санта-Клара.
В 1842 году ранчо Пасториа-де-лас-Боррегас (исп. Pastopia de las Borregas) было выделено Эстрадe и Инез Кастро (англ. Estrada Castro, Inez Castro). На части этих земель впоследствии возникли города Маунтин-Вью и Саннивейл. Двумя годами позже другой земельный надел был выделен для управления одному из немногих коренных американцев Лупэ Йниго (исп. Lupe Yñigo). Его земля была вначале названа ранчо Посолми (англ. Posolmi) в честь индейской деревни которая располагалась на этих землях ранее. Позднее ранчо Посолми было переименовано в ранчо Йниго.
В 1844 году Мартин Мёрфи младший (англ. Martin Murphy Jr.) и Мери Мёрфи (англ. Mary Murphy) осуществили путешествие в кибитке по Калифорнийскому Пути и полностью пересекли горную гряду Сьерра-Невада. В 1850 году Мартин Мёрфи младший купил земельный участок на территории ранчо Пасториа-де-лас-Боррегас за $12 000. Мёрфи основал ферму специализирующуюся на выращивании пшеницы, а также положил начало населенному пункту Бэй-Вью (англ. Bay View). После смерти Мёрфи в 1884 году его земли были разделены между его наследниками.
В 1860 году железная дорога Сан-Франциско и Сан-Хосе пришли к соглашению о создании железнодорожной станции «Мёрфи», что привело к прокладке железнодорожного пути к Бэй-Вью. Позже на южной границе Бэй-Вью была создана ещё одна железнодорожная станция «Lawrence» (Лоренс).
В 1870-х налоговая политика, импорт и деградация почвы привели к тому что зерновые фермы стали убыточными на территории округа Санта-Клара. Небольшие фруктовые хозяйства пришли на смену большим зерновым фермам. В 1871 году Джеймс и Элоис Доусон (англ. James and Eloise Dawson) основали фруктовый консервный завод в районе Санта-Клара. Садоводство и консервирование вскоре стали доминирующей индустрией в этом районе. Изобретение железнодорожных вагонов-рефрижераторов ещё больше упрочило позиции хозяйств занимающихся выращиванием фруктов. Фруктовые хозяйства стали настолько распространёнными, что в 1886 году торговая палата Сан-Хосе назвала округ Санта-Клара «Мировым Садом».
В 1880-х годах 48 % работ на фермах и садовых хозяйствах округа Санта-Клара выполняли китайские рабочие. Этот процент значительно уменьшился после принятия Акта о Запрещении Китайской иммиграции (англ. Chinese Exclusion Act). В следующие десять лет наблюдался значительный приток иммигрантов из Италии, Азорских островов и Японии которые заменили китайцев на сельхозработах.
В 1897 году Уолтер Эверетт Кроссман (англ. Walter Everett Crossman) купил 200 акров (809000м²) земель с целью заняться торговлей недвижимостью. Он рекламировал эту территорию как «Великолепный Мёрфи» (англ. Beautiful Murphy). Позже, в 1900-х, зачинатель торговли недвижимостью называл эту землю «Городом Судьбы» (англ. The City of Destiny).
Также в 1897 году была открыта школа Энсина (англ. Encina School) которая стала первой школой открытой в Мёрфи. До этого времени городские дети ездили в школу в соседний город Маунтин-Вью.
В 1901 году жители Мёрфи были уведомлены о том, что они не могут более использовать имя Энсинал или Мэрфи для местного почтового отделения. Тогда было решено дать городу новое имя — Саннивейл.
Саннивейл продолжал расти когда в 1904 году начался период бурного развития компаний по производству сушеных фруктов.
В 1906 году завод по изготовлению металлических изделий Джошуа Хенди (англ. Joshua Hendy) был перемещен из Сан-Франциско в Саннивейл после того как здание компании было уничтожено пожаром в результате землетрясения 1906 года. Этот завод был первым несельскохозяйственным предприятием в городе. Вскоре завод Джошуа Хенди перешёл от производства горного оборудования к изготовлению такой высокотехнологичной продукции как корабельные паровые машины. В тот же год Либби (Libby, McNeill & Libby — чикагская компания занимающаяся упаковкой мясных продуктов) решает открыть фабрику по упаковке фруктов в Саннивейле. Сегодня водонапорная башня, окрашенная так же как и первая фруктовая консервная банка Либби, обозначает местонахождение старой фабрики.
В 1912 году, в результате общего голосования жителей, Саннивейл был официально утвержден в статусе города.
В 1925 году была открыта школа Фримонт (англ. Fremont High School). До этого момента на территории школы функционировала военная база. Самолёты, направляющиеся на летное поле Моффитт (Moffett field) останавливались здесь для дозаправки. На территории школы поныне имеются здания старого военного стиля включая ангар в котором сейчас проводятся занятия по борьбе.
В 1930 году Конгресс решил разместить базу дирижаблей западного берега (англ. West Coast dirigible base) в Саннивейле. Эта военно-морская авиабаза была позже переименована в Федеральный Аэродром Моффитт (англ. Moffett Federal Airfield).
В течение Второй мировой войны требования экономики военного периода привели к тому, что аграрные хозяйства в округе Санта-Клара уступили место высокотехнологичной индустрии. В цехах завода Джошуа Хенди собирались паровые корабельные двигатели, корабельные орудия и ракетные установки для поддержки военного потенциала. С ростом оборонной индустрии начала нарастать нехватка рабочей силы в сельскохозяйственном секторе, но этот дефицит вскоре восполнили эмигранты из Мексики прибывшие в Саннивейл.
После войны сады фруктовых хозяйств и поля, где выращивалась кукуруза, были очищены для застройки новых домов и офисов. В 1956 авиационная компания Lockheed перенесла свою штаб-квартиру в Sunnyvale. В 1969 в Саннивейле была основана компания AMD, занимающаяся микроэлектроникой (сейчас AMD является главным конкурентом компании Intel на рынке производства микропоцессоров).
В 1981 году город был награждён премией «All-America City Award» (с англ. — «Всеамериканский город») присуждаемой Национальной гражданской лигой, которую неофициально называют «Нобелевской премией за конструктивное гражданство» и которая выдается за активную гражданскую позицию жителей некорпоративных сообществ Соединённых Штатов в жизни местного самоуправления. 
В 2003 году большинство оставшихся садоводческих хозяйств которыми владел Олсон (англ. C.J. Olson ) были ликвидированы в связи с постройкой торгового центра. Последний участок садоводческого хозяйства в Саннивейле расположен сейчас сразу за парком Лас-Пальмас (англ. Las Palmas ), однако запланирована и его ликвидация для использования земли под застройку домами и магазинами. Но все же остается ещё немало садов, которые являются собственностью города, например сад в районе городского культурного центра (англ. Community Center).

## Промышленность
В Саннивейле как в географическом центре Кремниевой долины находится ряд головных офисов компаний высоких технологий, таких как Juniper Networks, AMD, Palm, Inc., Network Appliance, Spansion, Yahoo, Fortinet и Ariba. В городе также размещаются несколько аэрокосмических и оборонных компаний таких как: Lockheed Martin (самый большой офис компании), Honeywell, Northrop Grumman (на его территории расположен музей Hendy Ironworks). Spirent Communications также имеет офис в Саннивейле.
В Саннивейле также частично на границе с Маунтин-Вью расположен Исследовательский центр НАСА имени Джозефа Эймса (англ. NASA Ames Research Center) по изучению Луны и Марса.

## Демография

### 2010
По данным переписи 2010 года, в Саннивейле проживал 140 081 человек и имелось 53 384 домохозяйства. В городе проживает 35 553 семьи. Плотность населения составляет 2383,8 чел/км². На территории города располагается 55 791 жилая постройка со средней плотностью размещения 949,4 ж. постройки/км².
Расовое распределение населения:
| 43,0 % | белые                                            |
| 2,0 %  | афроамериканцы                                   |
| 0,5 %  | индейцы                                          |
| 40,9 % | азиаты                                           |
| 0,5 %  | выходцы тихоокеанских островов                   |
| 8,7 %  | представители других рас                         |
| 4,5 %  | представители двух и более рас                   |
| 18,9 % | испаноязычные или латиноамериканцы различных рас |
| 34,5 % | неиспаноязычные белые                            |
|        |                                                  |

Всего имеется 53 384 домохозяйства, из которых 18 614 (34,9 %) имеют детей в возрасте до 18 лет, которые живут с родителями. Из всего числа домохозяйств 53,5 % приходится на супружеские пары, живущие совместно, 8,7 % домов содержат женщины, живущие без мужей, 4,4 % — мужчины, живущие без жен, 4,5 % приходится на официально не зарегистрированные супружеские пары, 0,7 % приходится на совместно живущие пары одного пола. В 25,2 % домов проживают одиночки и в 7,1 % случаев проживают одинокие пожилые люди в возрасте 65 лет и старше. Средний размер домохозяйства — 2,61 человека, средний размер семьи — 3,15 человека.
Возрастное распределение жителей города
| 22,4 % | моложе 18 лет   |
| 6,7 %  | от 18 до 24 лет |
| 36,3 % | от 25 до 44 лет |
| 23,4 % | от 45 до 64 лет |
| 11,2 % | от 65 и старше  |

Средний возраст населения 35,6 года. На каждые 100 женщин в возрасте старше 18 лет приходится 100,9 мужчины.

### 2000
По данным переписи 2000 года в Саннивейле проживало 131 760 человек и имелось 52 539 домохозяйств. В городе проживает 32 679 семей. Плотность населения составляет 2318,7 чел/км². На территории города располагаются 53 753 жилыx постройки со средней плотностью размещения 946 ж. построек/км².
Расовое распределение населения:
| 53,27 % | белые                                            |
| 2,22 %  | афроамериканцы                                   |
| 0,46 %  | индейцы                                          |
| 32,27 % | азиаты                                           |
| 0,32 %  | выходцы тихоокеанских островов                   |
| 7,19 %  | представители других рас                         |
| 4,25 %  | представители двух и более рас                   |
| 15,48 % | испаноязычные или латиноамериканцы различных рас |
|         |                                                  |

Из 52 539 домохозяйств 27,6 % имеют детей в возрасте до 18 лет, которые живут с родителями, 50 % из супружеских пар живут вместе, 8,2 % домов содержат женщины, мужья которых живут отдельно и в 37,8 % домохозяйств не имеют семьи. В 27,1 % домов проживают одиночки и в 6,4 % случаях проживают одинокие пожилые люди в возрасте 65 лет и старше. В среднем, в одном доме проживает 2,49 человека, средний размер семьи 3,06 человека.
Возрастное распределение жителей города
| 20,4%  | моложе 18 лет   |
| 7,7%   | от 18 до 24 лет |
| 41,3 % | от 25 до 44 лет |
| 19,9 % | от 45 до 64 лет |
| 10,6 % | от 65 и старше  |

Средний возраст населения 34 года. На каждые 100 женщин в возрасте старше 18 приходится 106,5 мужчин.
Средний доход на дом составлял 74 409 $ в год, средний доход на семью составлял 81 634 $ в год. Мужчина имел средний доход 65 165 $ в год, тогда как средний доход женщины составлял 43 051 $ в год. Если разделить годовой городской доход на количество жителей, то получится средний доход на жителя 36 524 $ в год. Приблизительно 5,4 % населения города находятся за чертой бедности, из них 5,5 % — дети в возрасте до 18 лет и 5,2 % — пожилые люди в возрасте 65 лет и старше.

## Городской транспорт
Саннивейл обслуживается транспортной компанией VTA, которой принадлежит сеть скоростного трамвая и автобусных линий, которая также связана с пригородными поездами Caltrain, в финансировании которых компания также участвует. Через город проходят автомагистрали CA-85, US-101, CA-237 и I-280 и сегмент автодороги CA-82, который повторяет маршрут, по которому пролегала историческая дорога Эль-Камино-Реал (исп. El Camino Real, королевская дорога).
Саннивейлу присвоен бронзовый уровень в списке Лиги американских велосипедистов. Многие дороги города оборудованы велосипедными дорожками, дорожными сигналами активируемыми велосипедистами. Городской общественный транспорт оборудован специальными приспособлениями для перевозки велосипедов. Комитет содействия пешеходам и велосипедистам постоянно работает совместно с муниципалитетом в области поддержания и развития инфраструктуры для велосипедистов.

## Знаменитые люди, имеющие отношение к городу
- Тэри Хэтчер — актриса и писательница, выросла в Саннивейле;
- Брайан Бойтано — фигурист, участник олимпийских игр, вырос в Саннивейле;
- Эндрю Файер — нобелевский лауреат 2006 года в области медицины, вырос в Саннивейле.
- ДжуДжу Чан (род. 1965) — журналистка.